# I Just Wanna
I Just Wanna - singel amerykańskiego rapera 50 Centa. Został wydany końcem marca 2012 roku w formacie digital download. W utworze pojawił się gościnnie przyjaciel artysty - Tony Yayo. Pierwsze informacje o singlu pojawiły się w lutym 2012 roku.

## Notowania
| Notowanie (2012)      | Najwyższa pozycja |
| Hot R&B/Hip-Hop Songs | 60                |
| --------------------- | ----------------- |